# Andrzej Pluciński
Andrzej Pluciński, né le 13 novembre 1915, à Cracovie, en Pologne et décédé le 27 août 1963, à Londres, en Angleterre est un ancien joueur polonais de basket-ball.